# Þingvallavatn
Het Þingvallavatn-meer is met zijn oppervlakte van 84 km² het grootste natuurlijke meer van IJsland. Het diepste punt ligt op 114 meter. Aan de noordoostelijke kust ligt Vellankatla, waar prachtig te zien is dat water van onder het lavaveld het meer in stroomt en ook vanuit een onder de oppervlakte gelegen krachtige waterbron gevoed wordt. Het meeste water in het meer is afkomstig van dergelijke waterbronnen. Slechts een klein gedeelte wordt door de Öxará aangevoerd. In deze rivier bevindt zich ook de waterval Öxarárfoss. Minder belangrijke riviertjes zijn de Ölfusvatnsá en de Villingavatnsá. Ook warme bronnen voeden het meer, zoals die van Varmagjá bij Þorsteinsvík nabij Nesjavellir in het zuidwesten. Het water wordt door de Sogið (de Zuiger of de Slurper), de langste bronrivier van IJsland, naar zee afgevoerd.
Het Þingvallavatn is, net als Mývatn, een van de zoetwatermeren op IJsland waar vis in voorkomt. Het water is zeer helder, zeer koud en bevat veel vis, voornamelijk leden van de zalmenfamilie (Salmonidae), zoals de geslachten Salmo en Salvelinus. Het Þingvallavatn is een mooi voorbeeld van een biotoop waar een diersoort in 10000 jaar heeft kunnen evolueren en zich aan de veranderende omstandigheden heeft kunnen aanpassen. De oorspronkelijke trekzalm (of beekridder, de Salvelinus alpinus) is in de afgelopen 100 eeuwen geëvolueerd tot 4 ondersoorten: een visetende en een plantenetende (sílableikja respectievelijk murta op zijn IJslands) soort die zich in het diepe water thuis voelen, en een slakkenetende en een dwergsoort die zich vooral op de bodem thuis voelen. Ook het stekelbaarsje heeft zich tot twee ondersoorten ontwikkeld: een die in diep water leeft, en een die aan het oppervlak zwemt. Een andere veel voorkomende vis is de beekforel (Salmo trutta, of urriðinn op zijn IJslands).
Zoals de naam van het meer al suggereert ("Þingvellir-meer") maakt Þingvallavatn deel van het Nationale Park Þingvellir uit. Het meer is door meerdere vulkaansystemen omgeven, zoals de Hrafnabjörg in het noordoosten, en het Hengillgebergte in het zuidwesten. De diepte van het meer werd waarschijnlijk ongeveer 12.000 jaar geleden tijdens de laatste ijstijd door gletsjers uitgeslepen. Zo'n 1000 jaar later barstte de nabijgelegen schildvulkaan Skjaldbreiður uit en legde het grootste deel van het huidige lavaveld van Þingvellir neer. Weer 1000 jaar later damde lava uit de Hrafnabjörg de uitgang van het reeds ontstane meer af, waardoor dit zijn huidige vorm kreeg. De beide eilandjes in het meer, Sandey en Nesjaey, zijn restanten van oude vulkanen.